# Station Cilebut
Cilebut is een spoorwegstation in Bogor in de Indonesische provincie West-Java.